# Französische Badmintonmeisterschaft 2013
Die Französische Meisterschaft 2013 im Badminton fand vom 1. bis zum 3. Februar 2013 in Saint-Brieuc statt. Es war die 64. Austragung der nationalen Titelkämpfe im Badminton in Frankreich.

## Austragungsort
- Complexe Steredenn, Rue Pierre de Coubertin

## Medaillengewinner
| Disziplin    | Gold                                 | Silber                       | Bronze                             |
| ------------ | ------------------------------------ | ---------------------------- | ---------------------------------- |
| Herreneinzel | Brice Leverdez                       | Lucas Corvée                 | Matthieu Lo Ying Ping              |
| Herreneinzel | Brice Leverdez                       | Lucas Corvée                 | Mathieu Pohl                       |
| Dameneinzel  | Delphine Lansac                      | Marie Batomene               | Audrey Chaillou                    |
| Dameneinzel  | Delphine Lansac                      | Marie Batomene               | Verlaine Faulmann                  |
| Herrendoppel | Baptiste Carême Gaëtan Mittelheisser | Ronan Labar Mathias Quéré    | Laurent Constantin Florent Riancho |
| Herrendoppel | Baptiste Carême Gaëtan Mittelheisser | Ronan Labar Mathias Quéré    | Quentin Vincent Sébastien Vincent  |
| Damendoppel  | Delphine Lansac Anne Tran            | Lorraine Baumann Léa Palermo | Julie Delaune Elodie Eymard        |
| Damendoppel  | Delphine Lansac Anne Tran            | Lorraine Baumann Léa Palermo | Audrey Chaillou Juliane Piron      |
| Mixed        | Ronan Labar Laura Choinet            | Bastian Kersaudy Anne Tran   | Baptiste Carême Perrine Lebuhanic  |
| Mixed        | Ronan Labar Laura Choinet            | Bastian Kersaudy Anne Tran   | Gaëtan Mittelheisser Émilie Lefel  |